# 南美半齒脂鯉
南美半齒脂鯉，為輻鰭魚綱脂鯉目脂鯉亞目半齒脂鯉科的其一種，分布於南美洲黑河及奧里諾科河流域，體長可達8.9公分，棲息底中層水域，生活習性不明。